# 8 Deadly Sins
Albums de Manticora
Hyperion
(2002) The Black Circus Part 1: Letters
(2006)
8 Deadly Sins est le quatrième album du groupe danois de Power metal Manticora, publié en novembre 2004 par Replica Records.
C'est un concept-album autour de la vie d'un homme qui commet 8 péchés capitaux.

## Liste des chansons
Toute la musique est composée par Manticora.
| No  | Titre                         | Durée |
| --- | ----------------------------- | ----- |
| 1.  | Present If (intro)            | 3:07  |
| 2.  | 1934. King Of The Absurd      | 6:05  |
| 3.  | 1944. Playing God             | 5:41  |
| 4.  | 1946. Melancholic             | 5:30  |
| 5.  | 1963. Creator Of Failure      | 7:40  |
| 6.  | 1964. It Feel Like The End    | 7:27  |
| 7.  | 1969. Enigma                  | 6:31  |
| 8.  | 1981. Fall From Grace         | 4:20  |
| 9.  | 2004. Help Me Like No One Can | 5:11  |
| 10. | Present If Then (outro)       | 3:18  |